# Ghiacciaio Skelton
Il ghiacciaio Skelton è un ghiacciaio lungo circa 100 km situato nella regione sud-occidentale della Dipendenza di Ross, nell'Antartide orientale. Il ghiacciaio, il cui punto più alto si trova a circa 1200 m s.l.m., si trova sulla costa di Hillary e ha origine dal versante orientale del nevaio Skelton e da quello occidentale della dorsale Royal Society, da cui fluisce verso sud-ovest e poi verso sud, scorrendo tra la dorsale Worcester, a ovest, e la dorsale Royal Society, fino ad andare ad alimentare la barriera di Ross, tra capo Timberlake, a ovest, e punta Fishtail, a est.

Lungo il suo percorso, il flusso del ghiacciaio Skelton è arricchito da quello di diversi altri ghiacciai che gli si uniscono, tra cui quello dei ghiacciai Delta, Dilemma, Ant Hill e Mason, da ovest, e dei ghiacciai Potter, Baronick, Cocks e Wirdnam, da est.

## Storia
La parte terminale del ghiacciaio Skelton fu avvistata e mappata durante la spedizione Discovery, condotta negli anni 1901-04 dal capitano Robert Falcon Scott. L'intero ghiacciaio è stato poi mappato e così rinominato dal reparto neozelandese della Spedizione Fuchs-Hillary (1956-1958) per via della vicina insenatura di Skelton e utilizzato dagli stessi esploratori per trasportare uomini e mezzi dalla barriera di Ross verso l'interno della regione in supporto del gruppo principale, comandato da Vivian Fuchs, impegnato nel tentativo di essere la prima spedizione ad attraversare l'intero continente.